# Charles Mills Drury
Charles Mills Drury PC , OC , QC , CBE , DSO, kanadski general, poslovnež in politik, * 17. maj 1912, † 12. januar 1991.
Po vojni je vstopil v politiko in postal minister na več področjih.